# Klugeana swartlandensis
Klugeana swartlandensis is een vlinder uit de familie uilen (Noctuidae). De wetenschappelijke naam van deze soort is voor het eerst geldig gepubliceerd in 1990 door Geertsema.
De soort komt voor in tropisch Afrika.